# Philodromus mineri
Philodromus mineri là một loài nhện trong họ Philodromidae.
Loài này thuộc chi Philodromus. Philodromus mineri được Willis J. Gertsch miêu tả năm 1933.